# Santísimo Redentor en Val Melaina (título cardenalicio)
Santísimo Redentor en Val Melaina es un título cardenalicio de la Iglesia Católica. Fue instituido por el papa Juan Pablo II en 1994.

## Titulares
- Ersilio Tonini (26 de noviembre de 1994 - 28 de julio de 2013)
- Ricardo Ezzati Andrello, S.D.B. (22 de febrero de 2014)